# Евджевич, Доброслав
Доброслав Евджевич (сербохорв. Доброслав Јевђевић / Dobroslav Jevđević; 28 декабря 1895, Милановац — 2 октября 1962, Рим) — югославский политический деятель, в годы Второй мировой войны самопровозглашённый воевода Югославских сил в Отечестве в Герцеговине. Состоял в межвоенные годы в движении четников и Организации югославских националистов, был депутатом Народной скупщины Югославии от Югославской национальной партии и позднее ушёл в оппозицию к королю Александру I. С 1935 года возглавлял отделение пропаганды и средств печати при правительстве Югославии.
После вторжения нацистов и их союзников в апреле 1941 года в Югославию Евджевич стал лидером движения югославских четников в Герцеговине, лояльного Драголюбу Михаиловичу. Он сотрудничал с итальянскими и немецкими войсками в ходе боёв против коммунистических партизан Тито. Несмотря на признание Михаиловича лидером четников, часто Евджевич не подчинялся его приказам, за исключением связанных с работой воеводы Илии Трифуновича-Бирчанина, чьи войска действовали на юге Независимого государства Хорватия.
Согласно некоторым историкам, во время операции «Альфа» с участием итальянских войск четники под командованием Евджевича убили, по разным данным, от 543 до 2500 боснийских мусульман и хорватов-католиков в октябре 1943 года в районе Прозор-Рама. Зимой 1942 — весной 1943 года четники Евджевича участвовали в боях на Неретве в рамках операции «Вайсс», но потерпели поражение и ушли на запад. Командование над ними принял обергруппенфюрер СС Одило Глобочник из Оперативной зоны Адриатического побережья. Весной 1945 года Евджевич бежал в Италию, где был арестован западными союзниками и отправлен в тюрьму в Гротталье, откуда позднее был освобождён. После войны жил под фальшивым паспортом в Риме, собирая отчёты для разведслужб Западной Европы, публикуя антикоммунистические и антисоциалистические листовки и брошюры. Несмотря на многочисленные требования СФРЮ, Евджевич до конца своих дней так и не был депортирован на Родину.

## Ранние годы
Доброслав Евджевич родился 28 декабря 1895 года в деревне Милошевац около местечка Прача и города Рогатица на территории оккупированного Австро-Венгрией вилайета Боснии, принадлежавшего ранее Османской империи (ныне это община Пале-Прача Федерации Боснии и Герцеговины, Босния и Герцеговина). Родители — боснийские сербы Димитрие Евджевич, священник Сербской православной церкви, и Анджела Евджевич (урождённая Косорич). В семье были также черногорские корни. Евджевич воспитывался по христианским обычаям и учился в школе в Сараево. Там он присоединился к революционной организации под названием «Млада Босна» и подружился с Гаврило Принципом, который 28 июня 1914 года застрелил эрцгерцога Франца Фердинанда. В день покушения на эрцгерцога отец Доброслава был арестован полицией по обвинению в сотрудничестве с сербской революционной организацией «Народная оборона» и был в апреле 1916 года повешен в Баня-Луке.
В молодости Евджевич был успешными писателем и поэтом. Он изучал право в университетах Загреба, Белграда и Вены; помимо родного сербского, владел итальянским, немецким и французским языками. В 1918 году начал свою политическую карьеру, став в межвоенные годы одним из самых влиятельных сербских политиков Боснии. Он состоял в Содружестве сербских четников — радикальной сербской националистической организации численностью более 500 тысяч человек, во главе которой стоял Коста Печанац. Евджевич также был одним из лидеров Независимой демократической партии Югославии и возглавлял его военизированное крыло, Организацию югославских националистов, которая преследовала всех сербов, не желавших вступать в их партию. Позднее Евджевич стал кандидатом от оппозиционной Югославской национальной партии на выборах в Народную скупщину и четырежды туда избирался от Рогатицы и Нови-Сада, а во время правления Александра I с 1929 по 1934 годы состоял в оппозиции. Его склонность сотрудничать с югославскими партиями привела к тому, что у него сформировалась репутация человека, «желавшего себя продать политической группе в обмен на личную выгоду или продвижение по карьерной лестнице». В 1935 году премьер-министр Боголюб Евтич назначил его главой отдела пропаганды и печати при правительстве Югославии. Евджевич поддержал образование в 1939 году Хорватской бановины и призвал также создать автономию для сербов, куда вошла бы значительная часть современной Боснии и Герцеговины, за что получил усиленную поддержку от четников.

## Война

### Начало войны
В 1941 году кузен Доброслава Евджевича, полковник Душан Радович, в разгар Апрельской войны покинул страну и вступил в Королевские военно-воздушные силы Великобритании. Сам же Евджевич после разгрома югославских войск бежал в Будву, где скрывался от ареста и интернирования. В апреле было образовано марионеточное Независимое государство Хорватия, у истоков которого стояли усташи. Они начали массовое преследование и истребление югослав в частности сербов, евреев и цыган как лиц, угрожающих хорватской государственности. Югославское население ушло в ряды сопротивления, и Евджевич возглавил сопротивление с четниками против НГХ и их союзников в Боснии и Герцеговине.
Евджевич был известен благодаря своим симпатиям к итальянцам во время войны, в шутку его Дража Михаилович называл «итальянцем, любящим югослав». Евджевич и лидер довоенного движения четников Илия Трифунович-Бирчанин рассчитывали на сотрудничество с итальянцами, чтобы остановить террор НГХ против югослав, причём Евджевич рассчитывал на создание югославского государства на территории Боснии и Герцеговины как итальянского протектората. Однако главной целью итальянцев была борьба против партизан с помощью четников. Летом 1941 года Евджевич вышел на связь с итальянцами и представил себя с Трифуновичем-Бирчанином как гражданских представителей боснийского движения четников Ездимира Дангича.

### Сотрудничество с итальянцами
20 октября 1941 года Евджевич и Трифунович-Бирчанин согласились начать сотрудничество с главой информационного отделения 6-го армейского корпуса итальянских войск. В конце января 1942 года Евджевич согласился помочь итальянцам в случае занятия Боснии и создать четницкие партизанские отряды, которые сражались бы на стороне итальянцев против остальных четников и партизан Тито. В переговорах были задействованы генерал корпуса Ренцо Далмаццо, лидеры четников Стево Радженович, Илия Трифунович-Бирчанин, Ездимир Дангич и Доброслав Евджевич. В феврале Евджевич посоветовался с одним из сторонников Дангича Бошко Тодоровичем, который посоветовал ему переговорить с генералом 2-й итальянской армии Марио Роатта и уговорить того добиться вывода войск Германии и НГХ из Восточной Боснии, а на их месте создать итальянскую военную администрацию. Евджевич и Тодорович впечатлили своим влиянием самого Далмаццо так, как убедили в своё время боснийских четников. Однако в конце февраля Тодорович был убит в боях с партизанами. Влияние Евджевича усилилось в Горажде и Фоче, когда проявились проитальянские и антипартизанские настроения у партизан. Евджевич обсуждал планы итальянского вторжения в Восточную Боснию даже с государственным секретарём НГХ Векославом Вранчичем. Однако немцы, узнав об этих планах к апрелю 1942 года, арестовали Дангича по его прибытии на территорию германской военной администрации в Сербии.
Далмаццо доказывал Роатта, что итальянским войскам выгодно заиметь в качестве союзников четницкие группировки. Итальянцы в то время искали союзников для наведения порядка и поддержки их политического влияния на территории НГХ; они были впечатлены тем, что организация четников оказалась куда более слаженной, чем они полагали. Роатта был удивлён тем, как герцеговинские четники были лояльны Дангичу. В начале марта Евджевич и Трифунович-Бирчанин сами поведали итальянцам, что полностью управляют всей организацией четников и готовы сотрудничать на итальянских условиях. Евджевич объяснил Далмаццо также, что герцеговинские четники собирались отомстить за убитого Тодоровича и специально собрались вокруг Невесине для доказательства своей требовательности. Однако итальянцы ещё не верили в военную мощь движения четников, не все группировки признавали Евджевича за своего лидера, как и Трифуновича-Бирчанина.
Весной — летом 1942 года Евджевич и Трифунович-Бирчанин постоянно наведывались в деревни у городов Горажде, Калиновик и Фоча, вдохновляя местных граждан и четницкие отряды на помощь итальянцам. Итальянцы всё же не смогли добиться поддержки от немцев плана использовать четников как вспомогательные части в ходе операции «Трио», шедшей с апреля по май того же года. В мае Евджевич встретился с офицерами немецкой разведки в Дубровнике, и его спросили, готов ли он участвовать в «пацификации» Боснии. Дража Михаилович не отреагировал никак на эти переговоры, шедшие вразрез с первоначальным стремлением Михаиловича не сотрудничать с гитлеровцами. Евджевич и Трифунович-Бирчанин встретились в Сплите с командиром четников Момчило Джуичем и долго спорили по поводу того, как разделить финансовую помощь, которую им передавали итальянцы.

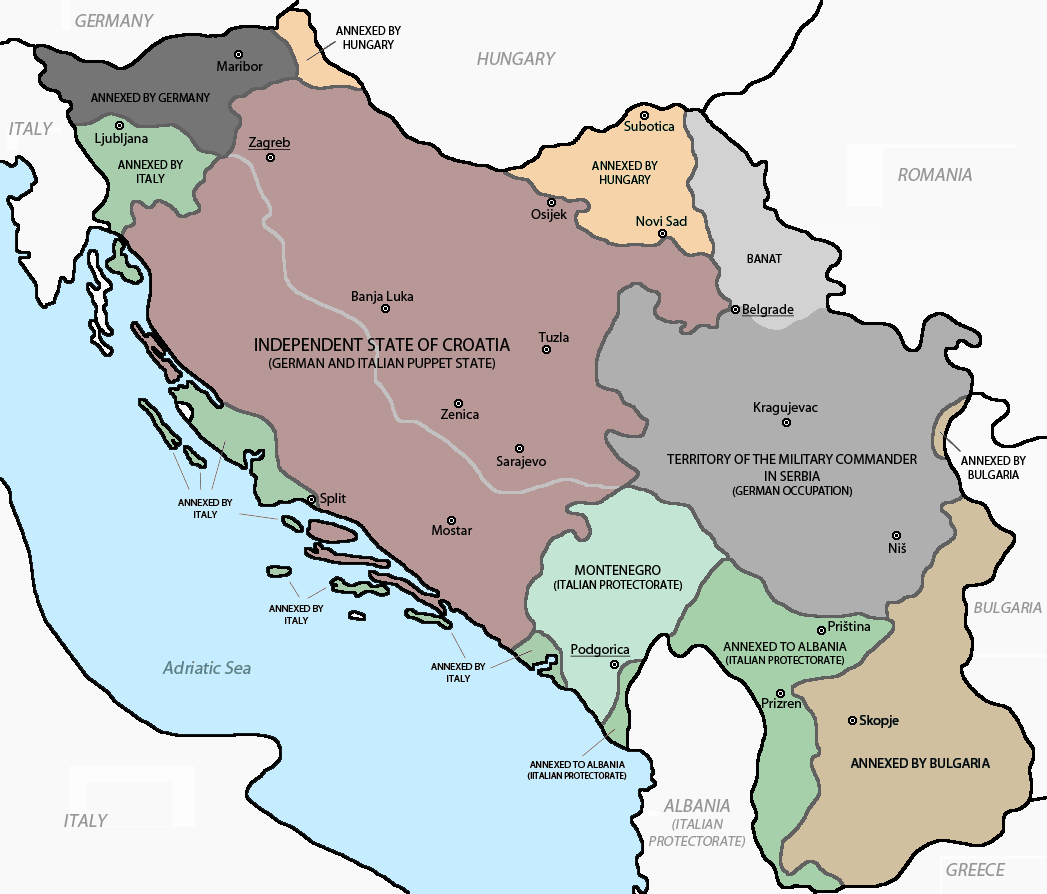
Территория Югославии во время Второй Мировой войны: на карте отмечена демаркационная линия между итальянской и немецкой оккупационными зонами

В июне 1942 года Евджевич опубликовал четницкую листовку, в которой говорилось, что пролетарские бригады югославских партизан состояли только из евреев, цыган и мусульман. Через месяц он издал «Обращение к сербам Восточной Боснии и Герцеговины», в котором заявлял, что усташи непосредственно помогают партизанам:

Тито, верховный главнокомандующий партизан — загребский хорват. Пьяде, верховный политрук партизан — еврей. Четыре пятых всех партизан получали оружие от хорватской армии Павелича. Две трети их офицеров — бывшие хорватские офицеры. Финансирование их движения осуществляется влиятельными хорватскими капиталистами Загреба, Сплита, Сараево и Дубровника. Половина усташей, причастных к резне сербов, теперь служат у них!

Евджевич также начал обвинять партизан в том, что они разрушали сербские православные церкви, возводя мечети, синагоги и католические костёлы. В середине 1942 года четники узнали, что итальянские войска будут выведены со значительной части территории НГХ, которую они ранее занимали. Евджевич и Трифунович-Бирчанни предупредили итальянцев, что Михаилович собирается эвакуировать югославское население из Герцеговины в Черногорию и отправить черногорских четников на север, чтобы навязать бой усташам, которые собирались в то время обрушить очередную волну террора и насилия на югославских граждан. С 22 по 23 июля 1942 года Михаилович провёл совещание в Автоваце (Герцеговина) с Евджевичем и Трифуновичем-Бирчанином, а на второй день они отправились в Требине, где обсудили ситуацию с другими лидерами четников — Радмило Грджичем и Миланом Шантичем. Немецкое консульство в Сараево сообщило, что герцеговинские четники объявили шесть пунктов своей политической программы:
1. Создать Великую Югославию.
2. Уничтожить коммунистическое и социалистическое партизанское движение.
3. Выселить или уничтожить католиков и мусульман.
4. Не признавать государственность Хорватии.
5. Ни при каких обстоятельствах не сотрудничать с Германией.
6. Заключить временное соглашение с Италией о поставке оружия, боеприпасов и продовольствия.

В июле — августе 1942 года с молчаливого согласия итальянцев четники устроили этническую чистку хорватов и боснийцев на востоке Герцеговины. В августе в Фоче прокатилась резня против неюгославского населения, а Евджевич в ответ на это издал обращение к мусульманам Восточной Герцеговины, призывая их встать под знамёна четников и вступить в бой против усташей и их союзников. Он заявил: «Я лично верю, что в будущем государстве у мусульман будет только один вариант — бесповоротно принять югославское гражданство и прекратить свои постоянные маневрирования между сербами и хорватами, поскольку все земли, на которых живут мусульмане, будут окончательно и бесповоротно принадлежать югославскому государству». В тот же месяц Роатта вышел на связь с Евджевичем и официально признал его своим союзником вместе с 3 тысячами четников, позволив им начать свои операции в Восточной Герцеговине.
Осенью 1942 года Евджевич сменил подход к боснийским мусульманам и заговорил о том, что можно будет создать мусульманские подразделения среди четников для борьбы против усташей, их союзников и партизан. Он приветствовал подобную терпимость в тех районах, где боснийских мусульман охраняли немцы, но неустанно повторял, что это тактическая необходимость, так как с ними не может быть единства. В конце сентября — начале октября 1942 года Доброслав Евджевич и Петар Бачович, ещё один командир четников, встретились с лидером мусульман Исметом Поповацем и договорились создать мусульманскую четницкую организацию. Евджевич обратился к итальянцам с просьбой занять всю Боснию и Герцеговину, чтобы положить конец усташскому правлению и объявил, что эту идею поддержат 80 % населения, состоявшего из сербов и боснийских мусульман. В то же время он потребовал от Германии предоставить автономию Боснии и Герцеговины до конца войны, доказывая, что мусульмане — «проверенные друзья немцев в прошлом и настоящем». Он попытался завербовать мусульман, пользуясь их желанием расширить автономию и пытаясь получить поддержку свыше. Но все его запросы остались без ответа.

### Операция «Альфа»
В конце августа 1942 года Михаилович передал директивы определённым войскам четников (в том числе и Евджевичу) с призывом подготовиться к операции против партизан с участием войск Италии и Хорватии. В сентябре 1942 года четники осознали, что в одиночку с партизанами не справятся, и призвали итальянцев поддержать операцию против партизан на западе Боснии. 10 и 21 сентября Илия Трифунович-Бирчанин встретился с Марио Роатта и убедил его поддержать операцию, чтобы выбить партизан из зоны Прозор-Рама — Ливно, а также предложил 7500 своих человек в качестве помощи в обмен на полное их снабжение, получив в обмен гарантии участия Италии в операции и определённое количество оружия. Против операции высказывались лично Анте Павелич и чрезмерно осторожное итальянское командование, однако после обещания Евджевича и Трифуновича-Бирчанина сотрудничать с хорватскими усташами и боснийскими коллаборационистами дело сдвинулось с мёртвой точки.
В начале октября 1942 года Евджевич и Бачович с 3 тысячами четников из Герцеговины и юго-восточной Боснии приняли участие в итальянской операции под кодовым названием «Альфа». В ходе операции планировалось окружить район города Прозор: немцы и хорваты шли с севера, итальянцы и четники со стороны реки Неретва. Город Прозор и многочисленные сёла были взяты четниками и итальянцами, но отдельные отряды четников принялись за мародёрство и сожгли ряд мусульманских и католических деревень: от их рук было убито от 543 до 2500 человек. В бешенстве правительство НГХ приказало остановить операцию. Часть отрядов рассеялась, другие ушли на север Далмации к Момчило Джуичу. Через месяц после сорванной операции Евджевич и Бачович написали объяснительную Драже Михаиловичу, пытаясь доказать, что не были причастны к вандализму и грабежу.

### Операция «Вайсс»
В ноябре 1942 года на встрече с Роатта Евджевич попросил итальянцев признать ещё 3 тысячи четников в качестве союзников и объявить почти всю Восточную Герцеговину зоной ответственности четников, пообещав не нападать на гражданское население из хорватов и боснийских мусульман, а также принять итальянского адъютанта в каждое подразделение, по численности и мощи равноценное пехотному полку. 15 ноября Евджевич согласился также поддержать итальянскую инициативу по созданию антипартизанских отрядов из мусульман. За это он едва не поплатился головой, когда в Мостаре на него чуть не совершили покушение несколько четников, выступавших против создания таких отрядов из хорватов и боснийских мусульман.
К концу 1942 года сотрудничество четников и итальянцев осталось только на бумаге. Войска четников участвовали в подготовке к операции «Вайсс» — крупномасштабному антипартизанскому наступлению, которое должно было начаться 20 января 1943 года. 3 января Евджевич принял участие в совещании в Риме вместе с участием командования Германии, Италии и Хорватии. В планы входило использование 12 тысяч четников под командованием Евджевича. 23 февраля Евджевич договорился с немцами о том, что они не будут переходить Неретву и что контакты между четниками и немцами будет всячески пресекаться. На ранних стадиях операции Евджевич договорился ещё и с командованием НГХ в Мостаре о взаимопомощи. В ходе операции через итальянцев Евджевич обратился за помощью к 7-й добровольческой горной дивизии СС «Принц Ойген» для того, чтобы защитить Невесине от наступающих партизан, которые прорвали линии обороны четников. Однако немцы отказались, сославшись на занятость дивизии.
В феврале 1943 года после болезни умер Илия Трифунович-Бирчанин. Евджевич вместе с Момчило Джуичем, Петаром Бачовичем и Радованом Иванишевичем призвал итальянцев продолжить начатое Трифуновичем-Бирчанином тесное сотрудничество в борьбе против партизан. Итальянцы же могли оказывать и ответное давление на Евджевича, поскольку в Италии были интернированы его брат и невеста. Михаилович вскоре поучаствовал, что Евджевич превысил свои полномочия, посетив совещание в Риме перед началом операции — пока Правительство Югославии в изгнании награждало Евджевича орденом Звезды Карагеоргия за защиту сербского населения от усташской резни в 1941 году, Михаилович выступил против этой инициативы по причине склонности Евджевича к сотрудничеству с итальянцами, хотя есть версия, что он знал о том, что четники перерезали католическое и мусульманское население Герцеговины в знак мести за убийство православных усташами в Хорватии. Отношения между Михаиловичем и Евджевичем были накалены до предела, и Дража Михаилович пригрозил «вздёрнуть его на ближайшем дереве». В марте Евджевич призвал прекратить убивать хорватов в Герцеговине, а в мае Бенито Муссолини, поддавшись германскому давлению, приказал итальянцам разоружить все отряды четников. Евджевича посадили под домашний арест.
Через месяц Михаилович отправил Евджевича в Словению рассказать о ситуации местным четникам. Евджевич установил связь с немецким командованием после Капитуляции Италии. 3 сентября он отправился в Рим через Риеку и вышел на связь с немецкой разведкой, начав своё сотрудничество с немцами. После занятия немцами территории НГХ, которую ранее занимали итальянцы, Евджевич уехал в Триест, где оставался в отеле Континенталь. Оттуда он оказывал помощь разрозненным группировкам четников и организовывал для них переход в город Опатию. До января 1944 года он пребывал в Триесте, пока не перебрался в Опатию с четниками из Триеста и не отправился в Илирску Бистрицу, продолжая сотрудничество с немцами до конца войны.

### Отступление
В декабре 1944 года 3 тысячи оставшихся под контролем Евджевича солдат присоединились к четникам Момчило Джуича и Сербскому добровольческому корпусу СС Димитрие Лётича, а также к остаткам Сербской государственной стражи Милана Недича, которыми командовал руководитель Оперативной зоны Адриатического побережья обергруппенфюрер СС и генерал Одило Глобочник. Однако четники Евджевича попытались установить связь с Западными союзниками в Италии, чтобы добиться помощи для восстановления монархии в Югославии и изгнания коммунистов и социалистов. Их благословил православный епископ Охридский и Жичский Николай по прибытии в Словению. 11 апреля 1945 года отряд четников Евджевича и ещё три полка Сербского добровольческого корпуса СС отправились на юго-запад Хорватии, чтобы установить связь с Черногорским добровольческим корпусом Павле Джуришича, который шёл через Боснию в Словению. Однако они пришли слишком поздно: черногорский корпус был уже разгромлен усташами в битве на Лиевче-Поле, а Джуришича взяли в плен и убили. Остатки ушли на север в Словению и после боёв против партизан ушли в Австрию. Многие из них были выданы союзниками и депортированы в Югославию, где почти все были казнены судом СФРЮ. Евджевич сохранил своё влияние среди четников до конца войны.

## В изгнании

### Освобождение
Весной 1945 года Евджевич вылетел в Италию, где его арестовали союзники и отправили в тюрьму в Гротталье. В Италию прибыли ещё 10 тысяч четников и лично Момчило Джуич. В одной камере Евджевич содержался с бывшим усташским комендантом Баня-Луки Виктором Гутичем. За это время в Сараево уже начали судебный процесс югославские коммунистические власти: они обвинили Евджевича в том, что в первой половине октября 1942 года в районе Прозора он вместе с четниками и итальянцами убил 1716 человек — хорватов и мусульман — обоих полов, а также разграбил и сжёг 500 домов. Евджевич сохранял поддержку союзников в Италии, хотя британцами был объявлен в розыск в связи с тем, что эти обвинения казались им правдоподобными. Формально считалось, что четники — это сдавшиеся вражеские солдаты, ставшие военнопленными, однако за свои антинемецкие убеждения они не преследовались союзниками: те относились с симпатией к четникам. Многим из четников выдали британскую армейскую форму и позволили нести строевую службу в Италии, в том числе охрану складов боеприпасов. В августе 1945 года Евджевич возглавил лагерь разоружённых четников в Чезене, а вскоре и вовсе был освобождён. Требования Югославии о депортации Евджевича проигнорировали.

### Сбор информации

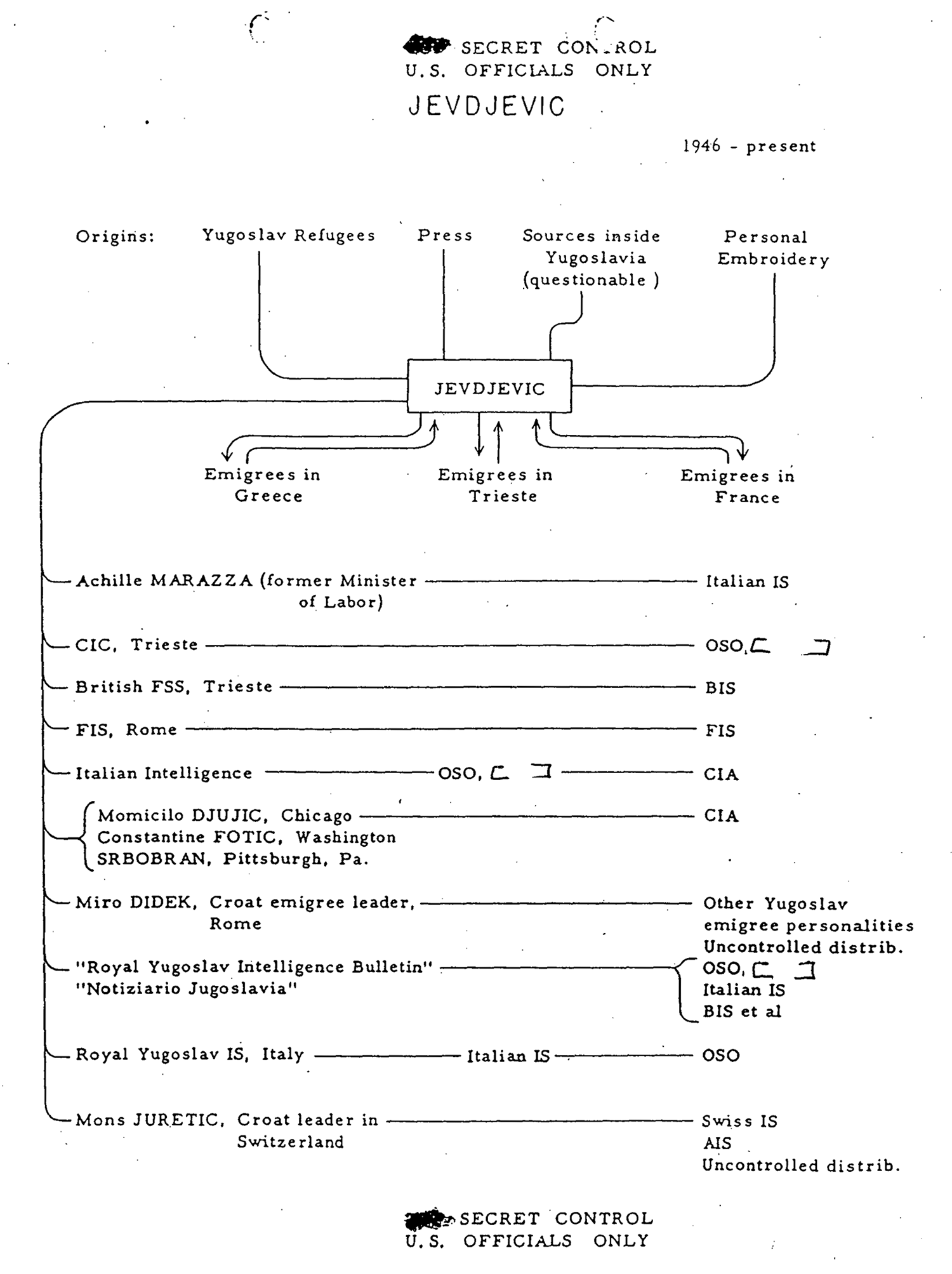
Досье ЦРУ, показывающее связи Евджевича с его покровителями и источниками информации

Согласно документам ЦРУ, Евджевич жил в Риме, имея при себе документы на имена «Джованни Сент-Анжело» и «Энрико Серрао». Большую часть своего времени и денег он тратил на постоянные споры и ругань с югославской эмиграцией, пытаясь оправдать свою сотрудничество с итальянцами защитой населения Боснии и Герцеговины от партизан, немцев и усташей. Он вошёл в Ассоциацию свободных журналистов Центральной и Восточной Европы, стал информатором для итальянской разведки в 1946—1947 годах и начал издавать «Бюллетень Королевской югославской разведки», которым делился с итальянцами. Среди других его работ выделяются статьи в ряде газет и журналов, в том числе в газете сербских националистов «Србобран», а с 1946 года в пансербской и антихорватской газете «Српске Новине» в Эболи с позволения Акилле Марацца. В том же 1946 году Евджевичем был создан Сербский национальный комитет в Риме, также он установил связь с итальянскими неофашистами и антикоммунистической группой «Комитет угнетаемых Россией народов».
В середине 1947 года между Доброславом Евджевичем, Момчило Джуичем и генералом Миодрагом Дамьяновичем разразилась ещё одна ссора о том, кто должен был возглавлять 10 тысяч беглых четников. В марте 1945 года Дамьянович был назначен Михаиловичем на должность командира войск, которые должны были уйти в северо-западную Италию. Этому воспротивились Евджевич и Джуич, назвав себя единственными преемниками Михаиловича.
К 1949 году ЦРУ объявило, что собранный Евджевичем разведывательный материал стал использоваться МВД Италии, Корпусом контрразведки США, Британской судебной научной службой в Триесте и французскими спецслужбами в Риме и Париже. В числе источников информации назывались Момчило Джуич, который распространял его отчёты в ЦРУ; Константин Фотич, бывший посол Югославии в США; и Миро Дидек, хорватский политик и один из последователей интеллигенции Владко Мачека. Отчёты собирались на основе показаний беженцев из Югославии, которые прибывали в Италию через Триест и в составе групп эмигрантов в Италии и Греции. В 1949 году Евджевич утверждал, что создал большую сеть антикоммунистической пропаганды, действовавшей на территории Италии, Албании, Болгарии и Греции. ЦРУ относилось к таким заявлениям скептически, считая их даже выдумкой. В 1951 году Евджевич стал публиковать снова брошюры и листовки в поддержку четников, которые стали регулярно отправляться в США, Канаду, Австралию и страны Европы сербским общинам, где жили беглые четники.
В мае и июне 1952 года Евджевич посетил Канаду и выступил перед собранием Сербской народной обороны в Ниагара-Фолс, рассказывая об успехах сербской общины в Италии и её сотрудничестве с итальянскими властями. Через год в Чикаго он с Джуичем выступил с заявлением о том, что бежавший в Германию Миодраг Дамьянович должен быть ликвидирован, однако вскоре Евджевичу стали приходить письма с угрозами и требованиями не трогать Дамьяновича, иначе сербская эмиграция окажется опять расколотой. С 1953 года его следы почти полностью теряются, однако доподлинно известно, что 2 октября 1962 года Евджевич скончался в Риме.

### Книги
- Philip J. Cohen. Serbia's Secret War: Propaganda and the Deceit of History. — College Station, Texas: Texas A&M University Press, 1996. — ISBN 978-0-89096-760-7.
- Vladimir Ćorović. Crna knjiga: Patnje Srba Bosne i Hercegovine za vreme svetskog rata 1914–1918. — Beograd: Udruženje ratnih dobrovoljaca 1912–1918, 1996.
- Vladimir Dedijer, Antun Miletić. Genocid nad Muslimanima, 1941–1945. — Sarajevo: Svjetlost, 1990. — ISBN 978-86-01-01525-8.
- Zdravko Dizdar. Jevđević, Dobroslav // Tko je tko u NDH / Zdravko Dizdar, Marko Grčić, Slaven Ravlić, Darko Stuparić. — Zagreb: Minerva, 1997. — ISBN 978-953-6377-03-9.
- Marko Attila Hoare. Genocide and Resistance in Hitler's Bosnia: The Partisans and the Chetniks, 1941–1943. — New York: Oxford University Press, 2006. — ISBN 978-0-19-726380-8.
- Marko Attila Hoare. The History of Bosnia: From the Middle Ages to the Present Day. — London: Saqi, 2007. — ISBN 978-0-86356-953-1.
- Marko Attila Hoare. Bosnian Muslims in the Second World War. — Oxford: Oxford University Press, 2013. — ISBN 978-0-231-70394-9.
- Tim Judah. The Serbs: History, Myth and the Destruction of Yugoslavia. — 2. — New Haven, Connecticut: Yale University Press, 2000. — ISBN 978-0-300-08507-5.
- Noel Malcolm. Bosnia: A Short History. — 2. — New York: New York University Press, 1996. — ISBN 978-0-8147-5520-4.
- Matteo J. Milazzo. The Chetnik Movement & the Yugoslav Resistance. — Baltimore, Maryland: Johns Hopkins University Press, 1975. — ISBN 978-0-8018-1589-8.
- Stevan K. Pavlowitch. Hitler's New Disorder: The Second World War in Yugoslavia. — New York: Columbia University Press, 2007. — ISBN 978-1-85065-895-5.
- Sabrina P. Ramet. The Three Yugoslavias: State-Building and Legitimation, 1918–2005. — Bloomington, Indiana: Indiana University Press, 2006. — ISBN 978-0-253-34656-8.
- Enver Redžić. Bosnia and Herzegovina in the Second World War. — Abingdon-on-Thames: Frank Cass, 2005. — ISBN 978-0-7146-5625-0.
- Walter R. Roberts. Tito, Mihailović and the Allies 1941–1945. — Durham, North Carolina: Duke University Press, 1973. — ISBN 978-0-8223-0773-0.
- Frederick Bernard Singleton. A Short History of the Yugoslav Peoples. — New York: Cambridge University Press, 1985. — ISBN 978-0-521-27485-2.
- Jozo Tomasevich. Yugoslavia During the Second World War // Contemporary Yugoslavia: Twenty Years of Socialist Experiment / ed. Wayne S. Vucinich. — Berkeley, California: University of California Press, 1969.
- Jozo Tomasevich. War and Revolution in Yugoslavia, 1941–1945: The Chetniks. — Stanford, California: Stanford University Press, 1975. — ISBN 978-0-8047-0857-9.
- Jozo Tomasevich. War and Revolution in Yugoslavia, 1941–1945: Occupation and Collaboration. — Stanford, California: Stanford University Press, 2001. — ISBN 978-0-8047-3615-2.

### Документы
- Anti-Communist Activities and Organizations (англ.) // Central Intelligence Agency. — 1950. — 19 April.
- The JEVDJEVIC Case // Paper Mills and Fabrication. — Central Intelligence Agency, 1952.
- Official Dispatch: Dobroslav JEVJEVICH (англ.) // Central Intelligence Agency. — 1955. — 16 June.